# Midhowe Broch

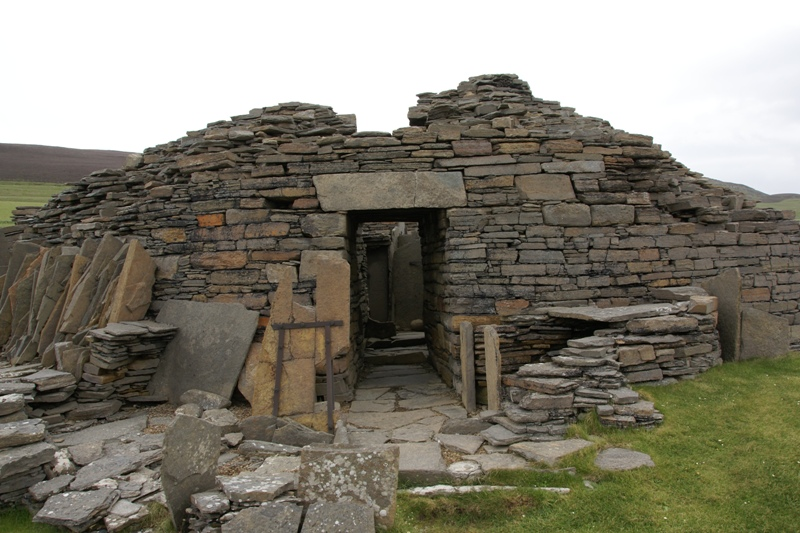
De ingang van de broch ligt aan de westzijde. Links naast de deur zijn rechtopstaande platte stenen te zien die in de IJzertijd zijn aangebracht om de broch te stabiliseren.

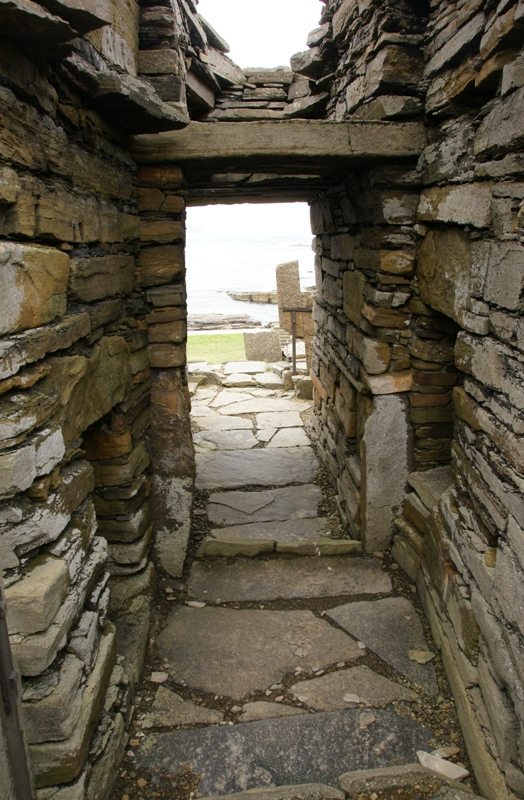
In de toegangspassage bevinden zich aan beide zijden guard cells. Waar de muur smaller wordt, bevond zich een deur.

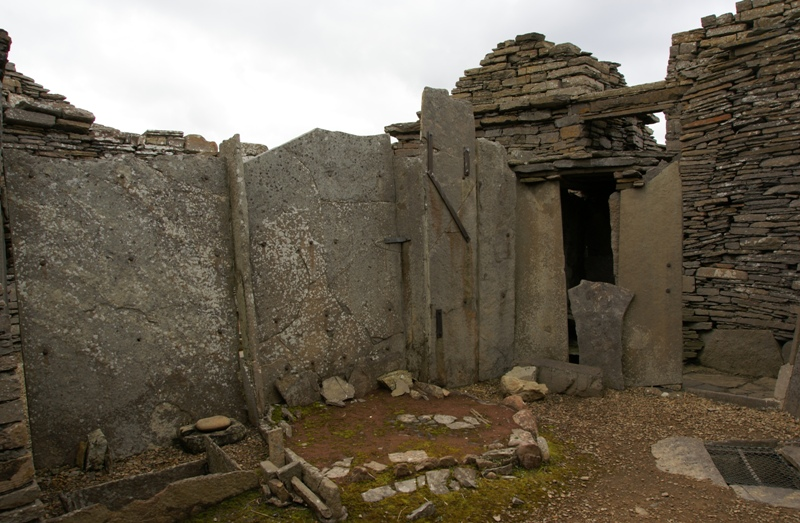
Het noordelijke deel in de broch. Vooraan bevinden zich een waterreservoir en een haard.

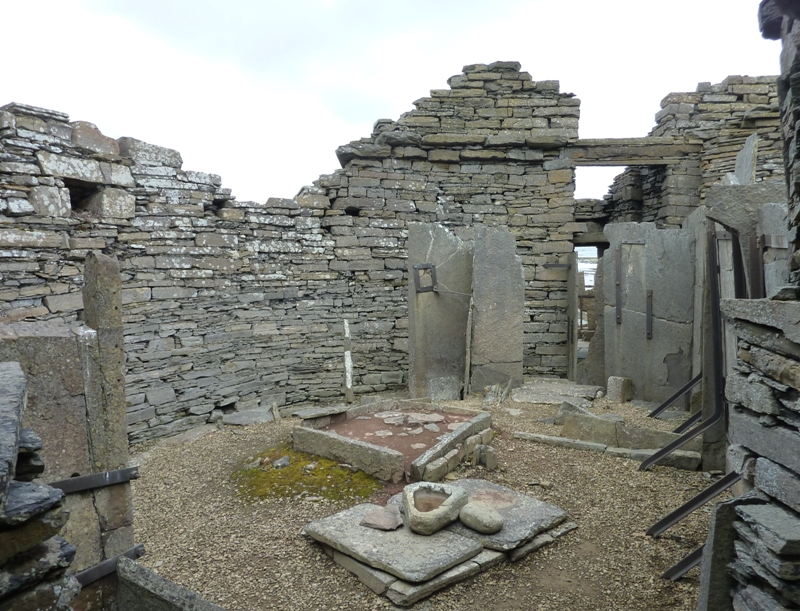
Het zuidelijk deel van de broch. Vooraan bevindt zich een waterreservoir met deksteen waarop een kweern staat. Erachter bevindt zich een haard (gemarkeerd met rood grind).

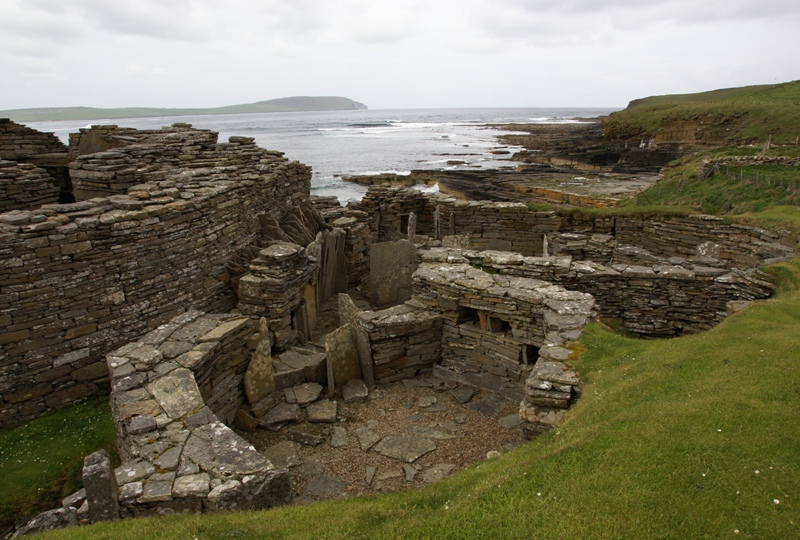
In de binnenste greppel werden in latere tijd kleine gebouwen gerealiseerd.

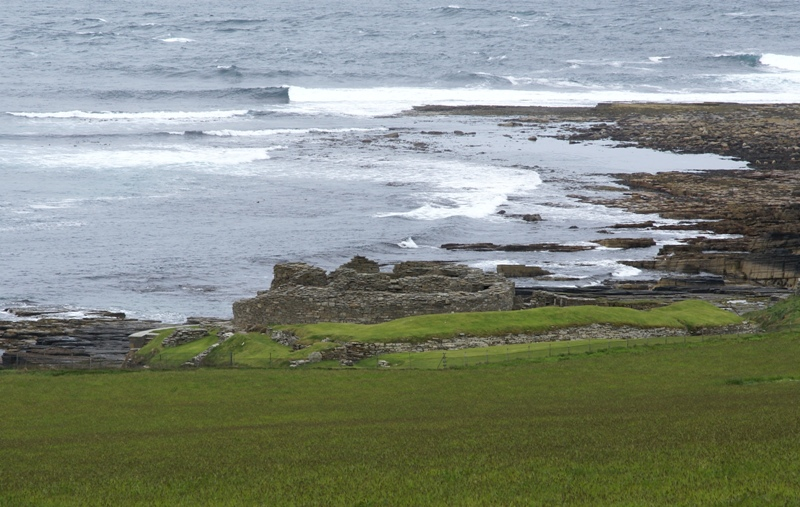
Midhowe Broch heeft een versterking aan de landzijde.

Midhowe Broch is een broch, een gebouw uit de IJzertijd, acht kilometer ten westen van Trumland gelegen op de zuidkust van Rousay, een van de Schotse Orkney-eilanden. De vondsten in Midhowe Broch bewijzen dat de bewoners handel dreven en kennis hadden van metallurgie.

## Periode
Midhowe Broch stamt waarschijnlijk uit 200 v. Chr. Op een later moment in de ijzertijd is de broch vanwege instabiliteit verstevigd. Het was rond 100 n.Chr. dat er om de broch heen een verscheidenheid van kleine gebouwen werd gerealiseerd. Rond 200 n.Chr. werd het interieur van de broch dusdanig aangepast, dat er twee woongedeeltes ontstonden.
Midhowe Broch werd in dezelfde periode uitgegraven als de Broch of Gurness. Dit gebeurde tussen 1930 en 1933. De eerste opgraving werd gefinancierd door een lokale landeigenaar, Walter Grant. Bij deze opgravingen werden de broch en de omliggende nederzetting uitgegraven door werklui en niet zoals in de moderne tijd door archeologen. Na de opgraving werd de broch in staatsbeheer gegeven. In de jaren dertig van de twintigste eeuw werd een zeemuur aangelegd ter bescherming van de broch tegen zee-erosie.

## Ligging
Midhowe Broch ligt aan de zuidzijde van Rousay aan de Eynhallow Sound, ten noorden van het eiland Eynhallow en Mainland. De broch ligt tussen de inhammen Stanchna Geo in het zuiden en Geo of Brough in het noorden.
Aan zowel de noordelijke zijde als de zuidelijke zijde van de Eynhallow Sound zijn brochs aanwezig. Op Mainland zijn er minstens vijf brochs aanwezig, waarbij de grootste daarvan de Broch of Gurness is. Op Rousay zijn er ook minstens vijf brochs aanwezig, waarvan Midhowe Broch de grootste is. Deze broch ligt tussen de North Howe Broch en de South Howe Broch, die beide niet archeologisch zijn onderzocht.

## Bouw

### Voorwerk
De Midhowe Broch met omringende nederzetting lag op een uitstekend stuk land dat van de rest van Rousay werd gescheiden door twee greppels, wellicht met een aarden wal ertussen. In de buitenste greppel werd op een gegeven moment een massieve stenen wal gebouwd, waarbij de binnenste greppel deels gevuld werd. Vermoedelijk stond er aan de binnenzijde van de stenen wal een houten constructie tegen de omwalling aan. Deze werd ondersteund door een richel aan de wal. De stenen wal is waarschijnlijk een aarden wal die aan beide flanken en aan de bovenzijde is voorzien van een laag stenen. Zulke wallen zijn te vergelijken met de blockhouses van de Ness of Burgi en de Nybster Broch. Een dergelijke wal wordt ook wel het voorwerk genoemd.
De ingang door het voorwerk bevindt zich aan de zuidelijke zijde. Deze ingang was vermoedelijk aan de bovenzijde ooit voorzien van een stenen post.

### Broch
Midhowe Broch is bijna rond en heeft een diameter van achttien meter en een interne diameter van 9,6 meter.
De broch is op de hoogste plaats nog 4,3 meter hoog.
Midhowe Broch is een ground-galeried broch, dat wil zeggen dat de broch al op de begane grond bestaat uit twee wanden. Deze constructie is minder stabiel dan de solid-based broch, waarbij de ruimte tussen de wanden op de begane grond is opgevuld. Het is mogelijk dat het principe van de ground-galeried broch ouder is dan het principe van de solid-based broch. Het is ook mogelijk dat de keuze tussen ground-galeried en solid-based meer berustte op een regionale gewoonte, zo was bijvoorbeeld ook de nabijgelegen Broch of Gurness een ground-galeried broch. Zowel voor de Broch of Gurness als Midhowe Broch geldt dat in later tijd de ruimte tussen de twee wanden op grondniveau in ieder geval deels opgevuld werd met stenen, omdat de ground-galeried broch te instabiel bleek.
Tussen de stenen van de broch aan de noordoostelijke zijde bevindt zich een steen met cup and ring marks, vermoedelijk stammende uit 1000 v. Chr.
De broch heeft zijn toegang aan de westzijde. Deze toegang is 1,9 meter hoog, 1,1 meter breed aan de grond en 0,97 meter breed bij de steen over de ingang. Deze deksteen is zelf 1,5 meter lang. Een nauwe doorgang, die een stenen vloer heeft, leidt naar het binnenste van de broch. In deze doorgang bevonden zich twee deuren. De ene bevond zich aan het uiteinde van de gang en de andere 2,3 meter vanaf de buitenzijde. De door checks zijn nog te zien. Op deze plaats is de gang het smalst, namelijk 0,9 meter. Aan beide zijden van de passage bevindt zich een zogenaamde guard cell, een kleine ruimte die enkel toegankelijk is vanuit de toegangspassage. De guard cell aan de rechterzijde van de passage heeft een goed bewaard plafond, waarbij de stenen overlappend geplaatst zijn naar het midden toe. De guard cell aan de linkerzijde heeft toegang tot de galerij die tussen de twee parallelle brochwanden doorloopt tot bijna aan de achterzijde van de eerstgenoemde guard cell. De toegang tot Midhowe Broch is hoger dan het geval is bij de meeste brochs.
In het binnenste van de broch werden haarden, reservoirs en resten van stenen wanden aangetroffen. Deze dateren uit een latere periode dan de bouw van de broch. Waarschijnlijk zijn deze aangebracht rond 200 n. Chr. om de broch in twee woonruimtes te verdelen. Beide gedeeltes beschikken over reservoirs en haarden.
In het zuidelijk deel van de broch, rechts van de ingang, bevindt zich een waterreservoir in de vloer met een nauw passende stenen deksel; het reservoir wordt door een bron gevoed.
De met steen omlijnde haard, die centraal in het zuidelijk gedeelte ligt, is voorzien van stenen houders, waarin wellicht steunen van een spit geplaatst konden worden.
In het noordelijke deel van de broch, links van de ingang, is een alkoof gebouwd door een 2,3 meter hoge, platte steen tegen de muur te plaatsen en droogmetselwerk op te trekken tot bovenaan deze steen, waar vervolgens door de stenen overlappend te plaatsen een dak is gecreëerd.
In het midden van het noordelijke vertrek is, vermoedelijk vóór 200 n.Chr., een kelder uitgehouwen in de rotsen. Deze kelder is 2,6 meter diep.
Op een hoogte van 1,75 meter bevindt zich in de noordelijke wand van het noordelijke deel van de broch een toegang tot een rechtsom draaiende trap met nog vijftien treden. Deze trap leidde oorspronkelijk vermoedelijk tot een hoger niveau in de broch. De bewoners van de broch gebruikten vermoedelijk een houten trap of ladder om de stenen trap te bereiken.
Aan de binnenzijde van de broch bevindt zich op een hoogte van 3,3 meter een richel, de zogenaamde scarcement ledge. Een dergelijke constructie is ook in veel andere brochs te vinden. Op de breedste plek is deze richel 53 centimeter breed. Het is mogelijk dat deze richel gebruikt werd om een houten dakconstructie te steunen.
In een later stadium in de ijzertijd is de broch deels ingestort.
Om de broch in stand te houden is toen de ruimte tussen de muren op de begane grond opgevuld en werd aan de buitenzijde een versteviging tegen de muur gebouwd door platte stenen er verticaal tegenaan te plaatsen.

### Nederzetting
Om de broch heen werd in een later stadium een nederzetting gebouwd in de vorm van kleine huizen, schuren, stallen en tuinen. De bouw hiervan vond vermoedelijk plaats rond 100 n.Chr. Deze nederzetting is waarschijnlijk nooit zo groot geweest als die bij de Broch of Gurness. De overblijfselen van de nederzetting bevinden zich ten noorden en ten oosten van de broch.

## Vondsten
Er zijn vele voorwerpen van steen en bot gevonden die wijzen op het bewerken van graan en op spinnen en weven. Daarnaast zijn er bewijzen gevonden van handeldrijven en kennis van metallurgie. Er werd aan bronsbewerking gedaan getuige de vondst van fragmenten van kleien mallen. Tevens zijn er bronzen pinnen en broches gevonden. Naast bronsbewerking zijn er bewijzen voor het smelten van ijzer gevonden. In een van de buitengebouwen, aan de noordwestelijke zijde van de broch, werd een haard van een smidse gevonden.
Fragmenten van Romeins aardewerk alsmede een bronzen patera van Romeins origine geven aan dat er handel werd gedreven. Het aangetroffen aardewerk is van het type Terra sigillata, dat aardewerk van hoge kwaliteit is. Dat er vrijwel enkel dit type Romeins aardewerk is aangetroffen, is een indicatie dat het hier om luxe goederen gaat, verkregen door handel. In de meeste andere opgravingen van Romeinse gebouwen in Groot-Brittannië wordt er namelijk meestal ook het nodige Romeinse aardewerk van mindere kwaliteit aangetroffen, dat vermoedelijk voor dagelijks gebruik bestemd was, naast het aardewerk van hoge kwaliteit.
Er zijn botten gevonden van gedomesticeerde dieren, waaronder runderen, schapen en varkens. Daarnaast joegen de bewoners van Midhowe Broch op edelherten, Europese reeën, wilde katten en vossen. Ook botten van ganzen, eenden en reigers werden gevonden.
Tevens zijn er bekers gevonden die gemaakt zijn van walvisbot.

## Beheer
Midhowe Broch wordt beheerd door Historic Environment Scotland, net als de nabijgelegen Midhowe Chambered Cairn.

## Afbeeldingen

Dwarsdoorsnede van een solid-based broch. De muur op het niveau van de begane grond bestaat uit een solide muur.
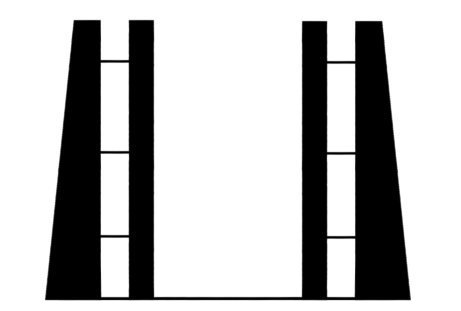
Dwarsdoorsnede van een ground-galleried broch. De muur bestaat op het niveau van de begane grond reeds uit twee wanden.